# 36000 secondi al giorno
36000 secondi al giorno (恋に無駄口?, Koi ni mudaguchi, lett. "A proposito dell'amore") è un manga shōjo del 2019 scritto e disegnato da Ryoko Fukuyama, pubblicato dalla Hakusensha su Hana to yume dal 5 settembre 2019 al 5 luglio 2023; l'edizione italiana è a cura della Magic Press, dal 14 aprile 2022 al 21 novembre 2024. Dal manga è stata tratta anche una serie televisiva in dieci episodi, trasmessa su TV Asahi tra il 17 aprile e il 19 giugno 2022.

## Trama
Quattro ragazzi hanno fondato nella propria scuola il Club onorario per la preservazione del patrimonio culturale immateriale, noto tuttavia anche come Club degli sfigati, dato che nessuno desidera farne parte. I quattro amici impiegano il loro tempo nel club eseguendo vari esperimenti, tutti collegati in un modo o nell'altro al mondo dei manga shōjo. Ispirati da una delle loro letture, si decidono infine a mettersi alla ricerca della propria anima gemella: dato che le lezioni iniziano alle 8:00 e l'istituto è aperto fino alle 18:00, il gruppo passa nel liceo ben dieci ore, ossia 36000 secondi al giorno.

## Manga

### Volumi
Nell'edizione italiana, ciascun capitolo è indicato con il termine inglese talk.
| 1  | 20 febbraio 2020 | ISBN 978-4-59-222321-4 | 14 aprile 2022    | ISBN 978-8-86-913832-4 |
| 1  | Capitoli - 1. Pane a fette e manga shojo - 2. Pois e rubacuori - 3. Flag e tsundere - 4. Festival e fuoricampo - 5. Baci e dango                                                                                               |                        |                   |                        |
| 2  | 19 giugno 2020 | ISBN 978-4-59-222322-1 | 23 giugno 2022    | ISBN 978-8-86-913839-3 |
| 2  | Capitoli - 6. Appuntamento e starnuto - 7. Tapioca e controllo altezza - 8. Preparativi e febbre da crescita - 9. Attesa e super otaku - 10. Cioccolata e Monte Fuji                                                           |                        |                   |                        |
| 3  | 20 ottobre 2020 | ISBN 978-4-59-222323-8 | 4 agosto 2022     | ISBN 978-8-86-913853-9 |
| 3  | Capitoli - 11. Schioccate di lingua e biglietti numerati - 12. Occhiali e promessa sposa - 13. Fratello morboso e cose divise - 14. Bacio e tuxedo - 15. Nome e metà strada - Extra 1. Gyoza e shiritori                       |                        |                   |                        |
| 4  | 19 marzo 2021 | ISBN 978-4-59-222324-5 | 13 ottobre 2022   | ISBN 978-8-86-913874-4 |
| 4  | Capitoli - 16. Sapore e differenza - 17. Prima ragazza e meteorite - 18. Scuse e cerotti - 19. Spina dorsale e gyoza - 20. Neo ed eroe - Extra 2. Ajitama e un due tre stella                                                  |                        |                   |                        |
| 5  | 20 luglio 2021 | ISBN 978-4-59-222325-2 | 12 gennaio 2023   | ISBN 978-8-86-913893-5 |
| 5  | Capitoli - 21. Un sogno che faccia battere il cuore - 22. I limiti del tramonto - 23. L'haiku del sorriso - 24. I significati di "mh" - 25. Sentimenti leggeri - Extra 3. Le smorfie ai germogli di bambù                      |                        |                   |                        |
| 6  | 19 novembre 2021 | ISBN 978-4-59-222326-9 | 27 aprile 2023    | ISBN 978-88-6913-917-8 |
| 6  | Capitoli - 26. Il pallone del batticuore - 27. Una promessa in regalo - 28. Rivolta al vertice - 29. Rivali per sbaglio - 30. Calore sulle punte delle dita - Extra 4. L'urlo dell'anguria                                     |                        |                   |                        |
| 7  | 18 marzo 2022 | ISBN 978-4-59-222327-6 | 15 giugno 2023    | ISBN 978-88-6913-954-3 |
| 7  | Capitoli - 31. Il bacio degli errori - 32. Il sorriso dell'oendan - 33. 5,3 volte speciale - 34. Gli artigli del presidente - 35. L'amore sulla strada per il ritorno - Extra 5. Bassa pressione                               |                        |                   |                        |
| 8  | 20 giugno 2022 | ISBN 978-4-59-222328-3 | 10 agosto 2023    | ISBN 978-88-6913-969-7 |
| 8  | Capitoli - 36. Nei e sincerità - 37. Una valanga un miliardo di volte più forte - 38. 50 sconfitte e riso ai fagioli rossi - Extra 6. Fissarsi all'infinito - 39. Come nei manga per ragazze - 40. Tanto figo quanto adorabile |                        |                   |                        |
| 9  | 20 ottobre 2022 | ISBN 978-4-59-222329-0 | 19 ottobre 2023   | ISBN 978-88-6913-985-7 |
| 9  | Capitoli - 41. Pesce palla in un secondo - 42. Un bacio di diamante - 43. Voglio incontrarti durante le vacanze - 44. L'adesivo di approvazione - 45. L'una in punto - Extra 7. Il segreto del dormire                         |                        |                   |                        |
| 10 | 20 febbraio 2023 | ISBN 978-4-59-222330-6 | 25 luglio 2024    | ISBN 978-88-6913-242-1 |
| 10 | Capitoli - 46. Pazza gioia fino al coprifuoco - 47. Solo un po' non basta - 48. Un portafortuna per gli amici - 49. Sicurezza nel futuro - 50. Il diploma di Tsunde - Extra 8. L'insegnante e l'alunna                         |                        |                   |                        |
| 11 | 19 maggio 2023 | ISBN 978-4-59-222446-4 | 12 settembre 2024 | ISBN 979-12-5672-015-6 |
| 11 | Capitoli - 51. La primavera del "sembra" - 52. Un sorriso per il proprio Dio - 53. La colazione di Sakura - 54. La strada per diventare adulti - 55. Scioglimento e sentimenti - Extra 9. Mayama e Terakado                    |                        |                   |                        |
| 12 | 20 settembre 2023 | ISBN 978-4-59-222447-1 | 21 novembre 2024  | ISBN 979-12-5672-034-7 |
| 12 | Capitoli - 56. Momenti di pausa e parlantina - 57. Scarabocchi di primavera - 58. Un suono sconosciuto - 59. Fragorose risate e pianti a dirotto - 60 (capitolo finale). 36000 secondi al giorno - Extra 10. After             |                        |                   |                        |